# Bandeira da Caxemira Livre
A bandeira da Caxemira Livre (em urdu: پرچمِ آزاد کشمیر) é uma bandeira civil e estadual que representa o território administrado pelo Paquistão da Caxemira Livre. Apresenta um fundo verde, quatro listras brancas horizontais alternadas com verde, uma estrela e crescente na braguilha superior e um cantão dourado na talha superior.

## História
A bandeira foi adotada em 24 de setembro de 1975 por meio da Portaria da Bandeira do Estado de Azad Jammu e Caxemira, aprovada pelo presidente fundador Sardar Muhammad Ibrahim Khan. Foi projetada em 1948 por Abdul Haq Mirza, um mujahideen que trabalhava na sede da rebelião ds Caxemira Livre em Rawalpindi, como a "Bandeira de Libertação da Caxemira". Mirza também criou os sinais de formação da Força de Libertação da Caxemira.
A bandeira da Caxemira Livre é um símbolo chave de identidade para a Caxemira Livre em casa e na diáspora de Caxemira Livre. Também tem sido associada ao conflito de Caxemira.

## Projeto
A bandeira simboliza vários aspectos do estado. De acordo com o governo da Caxemira Livre, o campo verde representa a população majoritariamente muçulmana da região; o cantão dourado representa as minorias religiosas; as listras brancas representam as montanhas nevadas do estado e as listras verdes alternadas com elas representam o Vale da Caxemira. A estrela e o crescente são um ícone nacional que também aparece na bandeira do Paquistão.